# 587 v. Chr.
Portal Geschichte | Portal Biografien | Aktuelle Ereignisse | Jahreskalender | Tagesartikel

◄ |
7. Jahrhundert v. Chr. |
6. Jahrhundert v. Chr. |
5. Jahrhundert v. Chr. |
►

◄ | 600er v. Chr. | 590er v. Chr. | 580er v. Chr. | 570er v. Chr. |
560er v. Chr. |
►

◄◄ | ◄ | 590 v. Chr. | 589 v. Chr. | 588 v. Chr. | 587 v. Chr. |
586 v. Chr. |
585 v. Chr. |
584 v. Chr. |
► |
►►

## Ereignisse

### Politik und Weltgeschehen
- 23. Juli: Jerusalem wird von den Truppen des babylonischen Königs Nebukadnezar II. erobert und im Laufe des August zerstört und niedergebrannt. Das Reich Juda hört endgültig auf zu existieren. Judas letzter König Zedekia wird wegen Bruch des Gotteseids geblendet und in Ketten nach Babylon geführt.

### Wissenschaft und Technik
- Die Wissenschaft setzt dieses Jahr als Übergang der Eisenzeit II zur Eisenzeit III in Israel an.